# 北北金融集團
北北金融集團（日语：株式会社ほくほくフィナンシャルグループ）是日本的一家總部位於富山縣富山市的銀行控股公司。該公司由北陸銀行和北海道銀行構成，是日本總資產僅次於福岡金融集團的第二大地方銀行集團。2017年，該公司成立了證券子公司。

## 外部連結
- ほくほくフィナンシャルグループ （页面存档备份，存于）